# Ctenoplectra vagans
Ctenoplectra vagans là một loài Hymenoptera trong họ Apidae. Loài này được Cockerell mô tả khoa học năm 1904.